# Jacques Duquesne
Jacques Duquesne (22. dubna 1940 Marcinelle – 8. prosince 2023 Marcinelle) byl belgický fotbalový brankář.

## Fotbalová kariéra
Začínal v týmu Royal Olympic Club Charleroi, kde s výjimkou sezóny 1963/1964 strávil celou svou aktivní kariéru. V belgické lize nastoupil v 72 utkáních. Byl členem belgické reprezentace na Mistrovství světa ve fotbale 1970, ale v utkání nenastoupil. Za belgickou reprezentaci nikdy v utkání nenastoupil, v 16 utkáních byl náhradním brankářem.

## Ligová bilance
| Ročník                     | Zápasy | Góly | Klub                                    |
| -------------------------- | ------ | ---- | --------------------------------------- |
| 1. belgická liga 1961/1962 | 1      | 0    | Royal Olympic Club Charleroi            |
| 1. belgická liga 1962/1963 | 24     | 0    | Royal Olympic Club Charleroi            |
| 1. belgická liga 1963/1964 | 4      | 0    | KAA Gent                                |
| 2. belgická liga 1964/1965 | -      | -    | Royal Olympic Club Charleroi            |
| 2. belgická liga 1965/1966 | 30     | 0    | Royal Olympic Club Charleroi            |
| 2. belgická liga 1966/1967 | 30     | 0    | Royal Olympic Club Charleroi            |
| 1. belgická liga 1967/1968 | 28     | 0    | Royal Olympic Club Charleroi            |
| 2. belgická liga 1968/1969 | 26     | 0    | Royal Olympic Club Charleroi            |
| 2. belgická liga 1969/1970 | 26     | 0    | Royal Olympic Club Charleroi            |
| 2. belgická liga 1971/1971 | 26     | 0    | Royal Olympic Club Charleroi            |
| 2. belgická liga 1971/1972 | 16     | 0    | Royal Olympic Club Charleroi            |
| 2. belgická liga 1972/1973 | 26     | 0    | Royal Olympic Club Monignies-sur-Sambre |
| 2. belgická liga 1973/1974 | 25     | 0    | Royal Olympic Club Monignies-sur-Sambre |
| 1. belgická liga 1974/1975 | 15     | 0    | Royal Olympic Club Monignies-sur-Sambre |
| 2. belgická liga 1975/1976 | 27     | 0    | Royal Olympic Club Monignies-sur-Sambre |
| 2. belgická liga 1976/1977 | 29     | 0    | Royal Olympic Club Monignies-sur-Sambre |
| 2. belgická liga 1977/1978 | 3      | 0    | Royal Olympic Club Monignies-sur-Sambre |
| 2. belgická liga 1978/1979 | 23     | 0    | Royal Olympic Club Monignies-sur-Sambre |
| CELKEM 1. belgická liga    | 72     | 0    |                                         |